# Umbalkamm

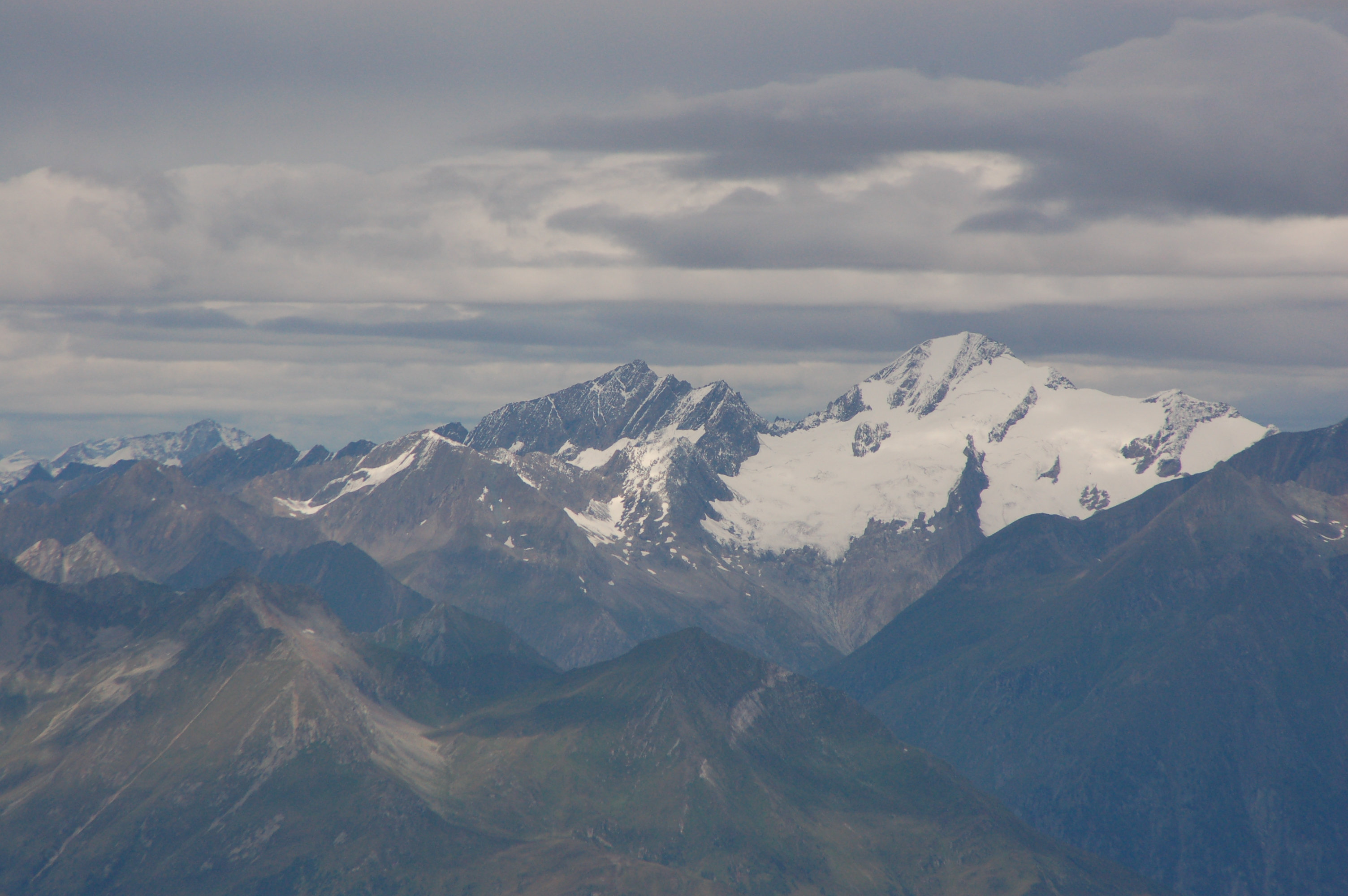
Blick auf den Umbalkamm vom Debantgrat

Der Umbalkamm ist ein Gebirgskamm der Venedigergruppe in Osttirol bzw. Südtirol. Höchster Gipfel des Umbalkamms ist die Rötspitze (3496 m ü. A.). Der Umbalkamm verdankt seinen Namen dem östlich gelegenen Umbaltal. Die Osttiroler Anteile der Kette liegen im Nationalpark Hohe Tauern, die in Südtirol befindlichen Gebiete sind im Naturpark Rieserferner-Ahrn unter Schutz gestellt.

## Lage
Der Umbalkamm liegt im Südwesten der Venedigergruppe. Er wird im Osten vom Umbalbach (dem Oberlauf der Isel), im Südosten vom Daberbach und im Südwesten von der Schwarzach begrenzt. Der Umbalkamm verläuft zwischen dem Hohen Rosshuf im Norden und dem Rotenmanntörl im Süden. Nördlich des Umbalkamms ausgehend vom Hohen Rosshuf verläuft der Rosshufkamm nach Westen und Osten. Im Süden stellt der Panargenkamm die Fortsetzung des Umbalkamms nach Südosten dar. Benachbarte Gebirgskämme sind zudem der Glockhauskamm und der Pferrerkamm im Westen sowie der Maurerkamm und die Rosenspitzegruppe im Osten. Die Gipfellinie zwischen Rötspitze und Hohem Rosshuf bildet gleichzeitig die Staatsgrenze zwischen Österreich und Italien.
Ausgehend vom Hohen Rosshuf verläuft der Umbalkamm nach Süden über das Hintere Umbaltörl zum Blockgipfel des Ahrner Kopfs und weiter über das Vordere Umbaltörl zum Virgilkopf. Vom Virgilkopf führt ein langer Blockgrat zur Unteren Rötspitze, wo der Pferrerkamm nach Osten abzweigt. Nach Süden setzt sich der Umbalkamm als Firngrat zum Doppelgipfel der Rötspitze fort, wo der nach Westen verlaufende Prettaukamm seinen Anfang nimmt. Von der Rötspitze fällt der Umbalkamm tief in die Welitzscharte, nach der das Felshorn der Daberspitze folgt. Im Bereich des Nordgipfels der Daberspitze weist der Umbalkamm eine Gratabzweigung nach Südosten, wo sich zwischen der Nördlichen und der Südlichen Tredeberscharte die Tredeberspitze befindet. Danach folgen das Hohe Kreuz und als östlichster Gipfel des Umbalkamms die Achsel. Der Hauptgrat des Umbalkamms verläuft von der Daberspitze hingegen weiter nach Süden zum Nördlichen und Südlichen Rotenmannkopf bzw. der Schwarzachspitze und danach über das Schwarzachtörl zur Törlspitze. Diese ist vom südlich folgenden Törlkopf durch das Schwarze Törl getrennt. Nach der Törlscharte folgt als letzter Gipfel im äußersten Süden des Gebirgskamms die Rotenmannspitze, nach der sich der Kammverlauf nach dem Rotenmanntörl als Panargenkamm fortsetzt.
Im Nordteil des Umbalkamms befinden sich zahlreiche Gletscher. Westlich des Hohen Rosshufs liegt das Nördliche Windtalkees, östlich die Schlaitner-Keesflecken und westlich des Ahrnerkopfs das Südliche Windtalkees. Der Kammverlauf zwischen Virgilkopf und Daberspitze wird westseitig von Virgilkees, Rötkees und Schwarzachkees begleitet, ostseitig befindet sich das Welitzkees. Zudem besteht südlich der Daberspitze und östlich der Tredeberspitze das Daberkees.
Als alpinistische Stützpunkte sind für den Umbalkamm vor allem die Lenkjöchlhütte, die Philipp-Reuter-Hütte, die Clarahütte sowie die Jagdhausalm relevant.

## Gipfel
| - Achsel (2673 m ü. A.) - Ahrner Kopf (3051 m ü. A.) - Daberspitze (3402 m ü. A.) - Hoher Rosshuf (3199 m ü. A.) - Hohes Kreuz (3159 m ü. A.) - Nördlicher Rotenmannkopf (3127 m ü. A.) - Rotenmannspitze (3077 m ü. A.) - Rötspitze (3496 m ü. A.) | - Schwarzachspitze (3092 m ü. A.) - Südlicher Rotenmannkopf (3119 m ü. A.) - Törlkopf (3010 m ü. A.) - Törlspitze (3052 m ü. A.) - Tredeberspitze (3134 m ü. A.) - Untere Rötspitze (3289 m ü. A.) - Virgilkopf (3036 m ü. A.) |